# Úlpio Marcelo
Úlpio Marcelo (em latim Ulpius Marcellus) foi um político romano, governador consular da Britânia no final do século II d.C., que retornou ao território posteriormente como general em campanha militar.
Úlpio Marcelo foi registrado como governador da província da Britânia numa inscrição de 176-180, e aparentemente teria retornado a Roma após uma temporada sem qualquer incidente mais sério. Foi enviado novamente pelo imperador Cômodo para suprimir uma revolta mais séria em 180, feito que lhe valeu a reputação de disciplinador. Dião Cássio relata que as tribos do norte da ilha teriam aberto uma brecha no Muro de Adriano, que os separava do império, e matado um general (possivelmente o antecessor de Marcelo, Cerélio Prisco), juntamente com todos os seus guardas, provavelmente durante uma inspeção do muro. Pouco se sabe da revolta, exceto que Dião Cássio se referiu a ela como o conflito armado mais sério durante o reinado de Cômodo, e relatou que ela não foi debelada até cerca de 184, quando moedas comemorativas foram cunhadas e Cômodo assumiu o título de "Britânico" (Britannicus). Mais moedas foram cunhadas em 185, no entanto, e um achado de moedas de prata de 186/7 sugerem que os distúrbios e conflitos continuaram por mais alguns anos.
Marcelo empreendeu expedições de punição ao norte da fronteira, e pode ter tentado reocupar a região do Muralha de Antonino. No entanto, ele acabou tendo de recuar até o Muro de Adriano, e provavelmente estabeleceu tratados com as tribos relevantes. Os fortes ao norte do muro, como Newstead, foram abandonados. Duas inscrições no forte em Chesters (Cilurnum romana) o mencionam, relacionando-o à "segunda ala de asturianos".
Foi prejudicado pela falta de controle sobre suas tropas. Marcelo era autoritário, e as tropas na Britânia eram extremamente propensas ao motim, tendo até proposto um pretendente ao trono imperial. Acredita-se que ele tenha tido um filho, também chamado Úlpio Marcelo, que serviu como governador cerca de trinta anos mais tarde.